# Яковлева Наталія Миколаївна
Наталія Миколаївна Яковлева — українська громадська діячка, підприємиця, бізнес-тренерка, фахівчиня з підбору персоналу, співзасновниця волонтерської групи Help Army та благодійного фонду «Харків з тобою», учасниця команди Team Europe, директор рекрутингової агенції «Експерт-Плюс».
Двічі поборовши рак молочної залози, активно пропагує необхідність якнайшвидшого лікування та позитивного мислення.. Ініціаторка проєкту «Лікарняні бібліотеки», завдяки якому мінібібліотеки з'явились у 10 лікарнях Харкова та Харківської області, та програми з ранньої онкодіагностики.

## Біографія
Дитинство провела у робітничому селищі, де добували сурму, через що там був високий рівень радіоактивності. У той час її батьки постійно їздили на заробітки.
Наталія Яковлева переїхала до Харкова у 1988 році. Закінчила Харківський політехнічний інститут, здобувши фах інженера-механіка та викладача вищої математики. Пізніше здобула психологічну освіту.
У 1995 році створила та очолила рекрутингову фірму «Експерт-Плюс», яка займається пошуком та підбором персоналу.
Після початку війни на сході України Наталія Яковлева стала волонтеркою допомоги українським військовим, співзасновницею та координаторкою волонтерської групи Help Army, в якій займалася, зокрема, питаннями фандрейзингу. Також співзаснувала благодійний фонд «Харків з тобою».
У вересні 2014 року співорганізувала Форум солідарності волонтерів у Харкові.
З 2014 року Наталія Яковлева пропагує ідею переорієнтації бізнесу на європейський ринок та веде активну міжнародну діяльність. Тоді ж, 2014-го, на роботу з українськими компаніями, які шукають іноземних інвесторів чи партнерів, переорієнтувала й свою компанію Також у 2015 році була в команді організаторів форуму для підприємиць «Українки в бізнесі: власна справа — розвиток та успіх»
У 2015 році була провідною тренеркою проєкту «Станція успіху», а у 2016—2017 роках бізнес-тренеркою проєкту «Новий відлік», які були покликані допомогти внутрішньо переміщеним особам з окупованих Криму та Донбасу розпочати власний бізнес.
Була в команді організаторів фестивалю «Перлини Слобожанщини. Аланські витоки», який відбувся у вересні 2016 році в смт Верхній Салтів на Харківщині.
З 2015 року Наталія Яковлева займається програмами міжнародних стажувань для українських підприємців. З 2016 року вона в команді та експертка проєкту Team Ukraine, спрямованого на створення умов для українського бізнесу виходу на європейські ринки. Активно займається запрошенням іноземних експертів для консультування українських компаній та організацією стажувань українських підприємців за кордоном. Так, у 2016 році її клієнтами були харківські поліграфічні підприємства, а під час керівництва Харківським національним університетом радіоелектроніки Едуарда Рубіна вона допомагала налагоджувати університету міжнародну співпрацю.
Неодноразово виступала експерткою та коментаторкою для харківських та українських ЗМІ у питаннях щодо актуальних тенденцій на ринку праці та рівня її оплати.

## Боротьба з раком
У 2008 році Наталія Яковлева, на той час 38-річна, самостійно діагностувала у себе рак молочної залози, знайшовши пухлину розміром близько 2 см. Вона відразу пішла до лікарів, які діагностували другу стадію раку. Наталія згадує, що буквально увірвалася до онкоцентру зі словами, що є проблема і давайте її лікувати. Згодом її прооперували в Інституті медичної радіології імені С. П. Григор'єва НАМН України, а курс хіміотерапії Наталія проходила в Харківському обласному онкодиспансері. На той час вона вирішила приховати свою хворобу, оскільки в суспільстві тема раку була табуйована, — нібито Наталія поїхала за кордон.
У червні 2019 року, понад 10 років після операції, вона знову помітила ознаки раку. Повернувшись до Харкова, вона пішла на діагностику, після чого їй був призначений курс лікування, яке проходило в Харківському обласному онкоцентрі. У липні 2019 року на лікування Наталії було оголошено збір коштів. Завдяки йому було зібрано достатню суму на подальше лікування. Наприкінці 2019 року стало зрозуміло, що Яковлева поборола рак, проте курси хіміотерапії ще тривають. За її словами, вона вилікувалась завдяки лікарям і мед реформі.

### Онкологічні проєкти
У січні 2020 року Наталія Яковлева почала публічно говорити на тему раку. Стала консультувати інших хворих на рак, зокрема, рекомендує читати позитивні книжки та тверезо оцінювати ситуацію. Вона пропагує ідею, що рак виліковний, просто слід не боятися лікарів і звертатися до них якнайшвидше. У січні 2020 року під час Вертеп-фесту взяла участь у покавтентичних українських народних костюмів з колекції Ірини Маркевич.
Також 2019 року Яковлева започаткувала проєкт «Лікарняна бібліотека» для пацієнтів Харківського обласного онкологічного центру, які лягають в лікарню на операції та тривалі курси хіміотерапії. Загалом встановили кілька мінібібліотек. Цю ідею підхопили в інших медичних закладах. Станом на липень 2020 року у двох відділеннях Харківського обласного онкологічного центру було встановлено по бібліотеці. В них — близько 400 книг завдяки підтримці харківських видавництв та небайдужих громадян.
На початку 2020 року проєкт «Лікарняні бібліотеки» виграв у конкурсі соціальних проєктів «Україна — житниця майбутнього» від компанії Bayer Україна. За ці кошти було встановлено 10 лікарняних бібліотек, у кожній з яких близько 400 книжок, у лікарнях Харкова та Харківської області, зокрема, у лікарнях у Дергачах, Змієві, Люботині, Мерефі, Первомайському, Чугуєві та Новій Водолазі. Третину книг передали у подарунок видавництва, інші книги були придбані у букіністичних магазинах чи передані небайдужими харків'янами. Загалом до бібліотек було зібрано та передано близько 4 тисяч книжок. За словами лікаря Харківського онкологічного центру Олега Жильцова, бібліотека в онкологічному центрі розрядила обстановку, пацієнти із задоволенням читають книги та інколи приносять свої книги з дому.
У листопаді 2020 року стартував ще один проєкт, який ініціювала Наталія Яковлева, — програма з ранньої онкодіагностики для працівників харківських підприємств, першими учасниками якої стали співробітники харківського заводу «Світло шахтаря». Також в її рамках для пацієнтів лікарень Харківської області видано брошури з інформацією про сучасні протоколи і міжнародні стандарти лікування раку.

## Особисте життя
Наталія Яковлева займається спортом, веде здоровий спосіб життя. Одружена, має двох дочок. За своє життя відвідала 40 країн на трьох континентах.
2010 року, після одужання Наталії, захворів на рак її батько, а у 2012 році помер. Її мати живе у невеликому містечку на Луганщині.

## Відзнаки
- Номінантка «Волонтерської премії 2020»[48]
- Харківське інтернет-видання 057.ua включило Наталію Яковлеву до переліку ТОП харків'ян, якими можна пишатися у 2020 році, відзначівши її проєкт «Лікарняні бібліотеки»[49]
- Грамота Головного управління економіки та ринкових відносин Харківської обласної державної адміністрації з нагоди Дня підприємця (2004)[50]